# Acalypha agrestis
Acalypha agrestis é uma espécie de flor do gênero Acalypha, pertencente à família Euphorbiaceae.